# Встречные острова
Встре́чные острова — группа островов в восточной части архипелага Северная Земля (Россия). Административно относятся к Таймырскому Долгано-Ненецкому району Красноярского края.
Расположены в море Лаптевых в северо-восточной части залива Ахматова к западу от побережья острова Большевик, отделены от него проливом Незаметный шириной 1,3-2 километра. В нескольких сотнях метров к северу от встречных лежит остров Лишний, в 500—700 метрах к югу — острова Острый и Низкий.
В состав Встречных входят три острова — Северный, Южный и безымянный остров между ними. Вытянуты вдоль побережья острова Большевик на расстояние около 5,5 километра. Расстояние между островами группы не превышает 500 метров. Наивысшая точка — 23 метра, находится на острове Южный, который является также самым крупным из Встречных, имея чуть более 4 километров в длину.

## Топографические карты
- Лист карты T-48-VII,VIII,IX залив Ахматова. Масштаб: 1 : 200 000. Состояние местности на 1982 год. Издание 1988 г.